# The Rolling Stones v Československu
The Rolling Stones v Československu je článek popisující první koncert britské rockové skupiny The Rolling Stones v Československu. Rolling Stones vystoupili 18. srpna 1990 na Velkém strahovském stadionu v Praze v rámci Urban Jungle Tour. Byla to jedna z prvních významných raně postkomunistických událostí, mnohými označovaná jako počátek tzv. „druhé revoluce“ (myslí se tím doba prvních velkých koncertů zahraničních skupin v porevolučním Československu). Koncert byl vnímán jako potvrzení pádu komunistického režimu v Československu a slogan „Tanks are rolling out, The Stones rolling in“ (Tanky se valí ven, Stouni se valí sem) odkazoval zároveň na probíhající odchod sovětských vojsk z československého území. Účast se odhadovala na 100 000 návštěvníků (do té doby největší koncert), mezi nimiž byl i československý prezident Václav Havel.

## Přípravy

### Hledání produkce koncertu

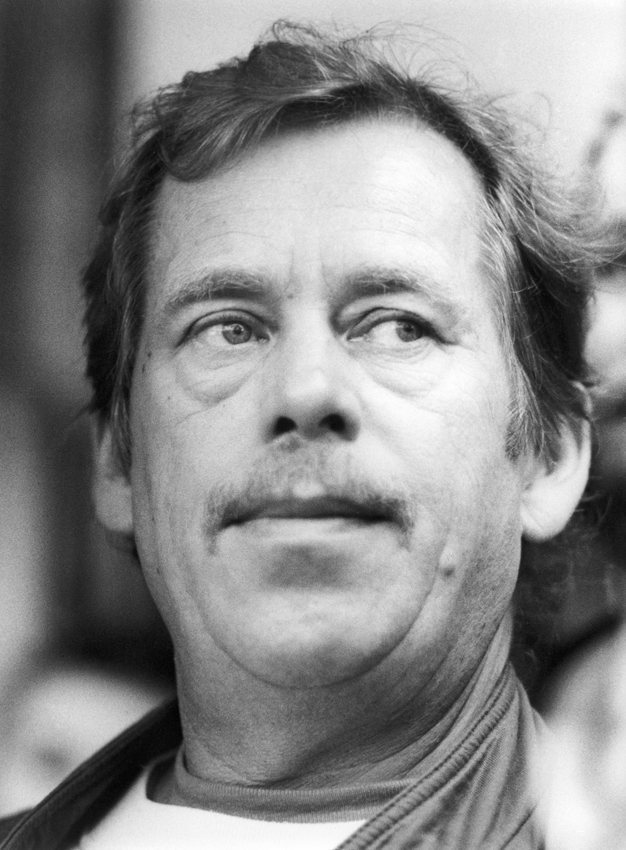
Václav Havel

Nabídku k uskutečnění koncertu v Praze přinesla na jaře roku 1990 Diana Sternbergová do kanceláře Vladimíra Hanzela, tehdejšího tajemníka prezidenta Václava Havla. Hanzel informaci oznámil prezidentu Havlovi, který byl několikaletým fanouškem skupiny, a ten ho pověřil, aby vyhledal tuzemskou agenturu schopnou realizovat takový koncert. Hanzel oslovil svého přítele a dlouholetého šéfa pražského klubu Na Chmelnici Luboše Schmidtmajera, který tvořil se čtyřmi dalšími členy družstvo MARS. Družstvo, které vzniklo koncem roku 1989 jako produkční společnost a získalo první zkušenosti s mimořádně důležitým Koncertem pro všechny slušný lidi nebo s koncerty českých rockových skupin (např. Hudba Praha nebo Pražský výběr), nabídku uspořádat tak velký koncert Rolling Stones přijalo.
„Musím říci, že se tentokrát jedná o něco naprosto mimořádného, dokonce o něco naprosto mimořádného i ve světovém měřítku, protože pokud jsme měli možnost se bavit s producenty ze světa, v podstatě koncert Rolling Stones pro každého lokálního promotéra je prubířský kámen toho, jestli schopen zvládnout potom všechno dál.“ - Jiří Růžek (člen MARS PRODUCTION) v pořadu Kulatý stůl, 1990.

#### Junior klub Na Chmelnici
Junior klub Na Chmelnici byl pražský večerní klub, který působil v 80. letech jako místo koncertů, výstav, přednášek o výtvarném umění nebo kinematografii, divadelních představení, ale také poslechové diskotéky hudebních publicistů Jiřího Černého nebo Josefa Vlčka. Důležité postavení v klubu měly především koncerty tehdy zakázaných a komunistickým režimem nenáviděných skupin jako Jasná Páka/Hudba Praha nebo Pražský výběr, Visací zámek nebo Krausberry. Tehdejší undergroundovou scénu navštěvoval v klubu i tehdejší disident a signatář Charty 77 Václav Havel, kterého sledovala Státní bezpečnost.

### Cesta do Mnichova
Družstvo MARS, tvořené Lubomírem Schmidmajerem, Milanem Pešíkem, Jiřím Růžkem, Jakubem Mejdřickým a Michalem Ambrožem, nabídku organizování koncertu přijalo, ovšem takový koncert nebyl v podmínkách doznívajícího socialismu ekonomicky možný. Mezi družstvem MARS a managementem R.S. probíhala komunikace nejprve korespondenčně: jediným komunikačním prostředkem byl fax, který do Prahy přivezl Karel Schwarzenberg z Vídně. Čeští producenti (tehdy neuměli moc anglicky, takže jim lidé z týmu Stones potupně přezdívali yes men pro jejich jednoduché odpovědi yes, maybe nebo possible) se poté i s Vladimírem Hanzelem vypravili 2. června 1990 do Mnichova, kde u příležitosti tamního koncertu Rolling Stones měli s manažery již vážně jednat o pražském vystoupení. K manažerům skupiny se dostalo mylné oznámení, že se k nim chystá delegace od československého prezidenta, členové družstva MARS však do mnichovského hotelu dorazili v neformálním, byť podle jejich slov v nejlepším oblečení. Termín pražského koncertu byl stanoven na 18. srpna, tedy mezi koncertem v německém Gelsenkirchenu a dvojicí koncertů v Londýně na stadionu Wembley, kde mělo být turné završeno. Během jednání se řešila cena koncertu: manažeři oznámili, že náklady koncertu budou stát jeden a půl milionu dolarů; cena vstupenek zajímala i samotného Micka Jaggera, který se na to dotázal přímo Vladimíra Hanzela a dostalo se mu odpovědi, že "vstupenka bude levnější než originální rockové album ze Západu.“

### Záloha platby
Management skupiny netrpělivě a intenzivně faxoval, kdy agentura složí zálohu. Prezident Havel družstvu MARS věnoval 30 000 $ ze získaného ocenění, tuto informaci faxem získala strana manažerů Stones, kteří ale netrpělivě čekali na slíbenou zálohu částky tří set tisíc dolarů. Nakonec se díky tehdejšímu ministru průmyslu Vladimíru Dlouhému podařilo situaci vyřešit, ten tehdy působil jako poslední předseda Státní plánovací komise a on spolu s tehdejším generálním guvernérem československé státní banky Josefem Tošovským půjčil 300 000 dolarů. Čeští promotéři pak zapůjčené peníze vrátili.

### Smlouva ve Vídni
Agentura MARS se tedy vypravila podepsat smlouvu do Vídně, kde Rolling Stones odehráli v pořadí již 34. koncert jejich evropského turné Urban Jungle. Mezitím Mick Jagger poslal prezidentu Havlovi osobní dopis, kde se zmínil o tom, „že celou dobu sledoval politický vývoj dění v Československu a bude pro něj velká čest se s ním setkat a odehrát zde koncert.“ Podepsání smlouvy nebylo na první pohled tak jednoduché, jak se zdálo. Podle vzpomínek Jakuba Mejdřického se ve smlouvě několikrát škrtalo a management skupiny dokonce požadoval podpis některého ministra z tehdejší československé vlády, což nebylo možné. Nakonec smlouvu o pětadvaceti stranách podepsali za českou produkci Lubomír Smidmajer a jako tajemník československého prezidenta Vladimír Hanzel.

### Kameny se valí do Prahy

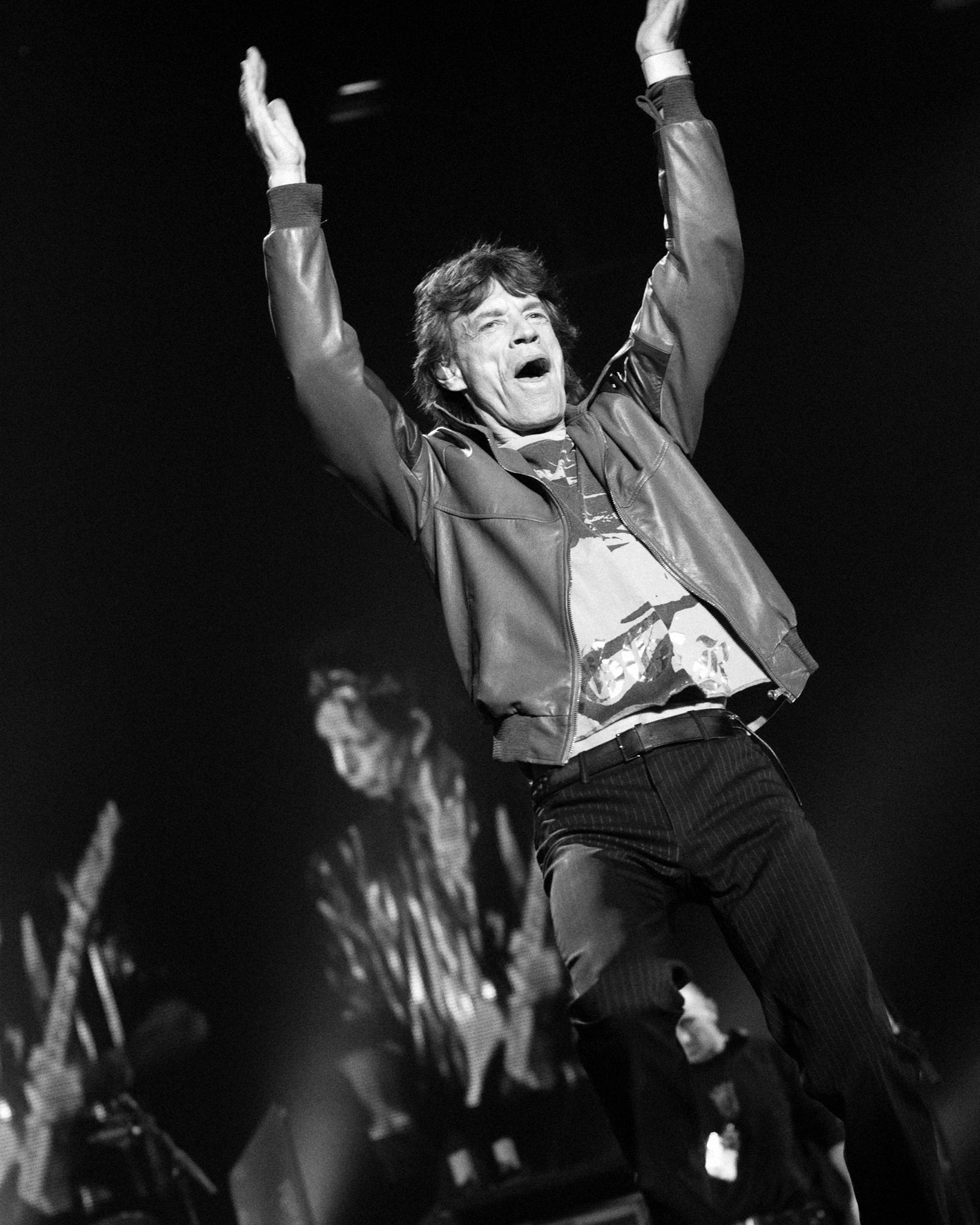
Mick Jagger v roce 2003.

Do Vídně přijel také štáb Československé televize v čele s Janem Rubešem, ten v ČST začínal jako režisér dokumentárních filmů a usiloval o to, aby byl jako první československý filmař, který se skupinou natočí krátký rozhovor. Jeho cílem bylo, aby si českoslovenští fanoušci mohli rozšířili povědomí o Rolling Stones, protože tu čtyřicet let stínila tzv. „železná opona“ a tehdy se do socialistického státu velmi vzácně distribuovala jen hudba. Nějaký čas jednal s manažery Stones (na přípravě otázek přes fax spolupracoval se svým přítelem, americkým novinářem Peterem Greenem) a shromažďoval otázky, které musely projít zvláštní cenzurou, protože některé nevinné otázky pro Jaggera a Richardse byly zamítnuty. Jednou z otázek byla např. otázka tykající se několik let trvající spolupráce Jaggera s Richardsem, když jsou oba od sebe odlišní v životosprávě, chování, načež jim management otázku zamítl s odůvodněním, „že jsou prý stejní“. Nakonec i přes spory s neúprosným managementem byli ochotní samotní Rolling Stones, kteří byli bezprostředně vstřícní a štábu dovolili zeptat na cokoliv. S Mickem Jaggerem štáb hovořil dlouho (dokonce i mimo kameru) a samotného ho zajímalo, jaká je pro ně ona „znovunabytá svoboda a demokracie“. Během rozhovoru měla Československá televize za úkol natočit s Jaggerem televizní upoutávku pro prodej vstupenek, načež vznikl slavný slogan: Kameny se valí do Prahy! (slogan vymyslel Alexej Guha, filmový producent a později jeden z tvůrců dokumentárního cyklu Bigbít), který se zalíbil samotnému Jaggerovi. V hotelovém apartmá štáb natočil také rozhovor s Keithem Richardsem, který prozradil, že hrát někde, kam předtím nesměl, znamená pro něj něco extra. Během rozhovoru s Richardsem nechyběla krabiček cigaret a panák bourbonu. Kromě rozhovoru, Rubeš natočil také záběry ze zákulisí koncertu, ladění kytar, ovšem měl vyslovený zákaz natáčet lešenáře při stavbě pódia, protože by se prý (podle managementu) mohli začít předvádět a z konstrukce spadnout.

### Prodej vstupenek
Vstupenky se začaly prodávat již počátkem srpna, ovšem jenom v Praze, protože tehdy neexistovala žádná distribuční síť vstupenek (společnost Ticketpro založil kanadský promotér Serge Grimaux až v roce 1992), lístky na koncert se tedy prodávaly nejprve v obchodu s hudebními nosiči baskytaristy Jana Ivana Wünsche a později ve dvou maringotkách (zapůjčených od pořadatele pražských Matějských poutí, Václava Kočky st.) umístěných na Staroměstském náměstí a pražském Výstavišti, kde družstvo MARS sídlilo. Zanedlouho pořadatelé problém vyřešili a tak již 6. srpna bylo možné vstupenky zakoupit ve všech okresních městech republiky, jak také bylo významně ohlášeno den předtím v Československé televizi v pořadu Týden v kultuře. Pro polské fanoušky platila vstupenka jako výjezdní doložka. Již tehdy "řádili" překupníci vstupenek, kteří původní vstupenky kopírovali pouze z přední strany a volně je prodávali. V předprodeji vstupenky stály 250 Kčs a na místě 280 Kčs, zástupci Rolling Stones požadovali, aby ceny vstupenek dosahovaly 1 000 Kčs, ovšem kvůli tehdejší průměrné hrubé mzdě, která činila 3 286 Kčs, se návrhu opustilo. Pracovníci Pražského hradu (např. architekt Zdeněk Lukeš) a nejužší společenský kruh kolem Václav Havla (např. gymnastka Věra Čáslavská) měli vstupenky modré (normální vstupenky byly tisknuty ve žluté barvě) s vtisknutým nápisem HRAD a vstup měli zcela zdarma. Prodej vstupenek vytvořil nevídaný počin, za pouhých 18 dní se jich prodalo přes 100 000.

### Výběr předkapely
Na turné se skupinou jako předkapela jezdila americká funkrocková skupina Dan Reed Network, ovšem československým fanouškům chtěli Stones vybrat domácí skupinu. Česká produkce poslala samotnému Jaggerovi (přezdívanému the Boss) magnetofonovou pásku s nejnovější nahrávkou Dvacet deka duše od skupiny Etc... v čele se zpěvákem Vladimírem Mišíkem. Jagger si je bez dlouhého přemýšlení jako předskokany vybral. Pro samotnou skupinu to byl velký úspěch, ovšem trochu také problém, protože skupina měla již dovolenou a proto nebyla na koncert dostatečně připravena. Před koncertem byl velmi nervózní hlavně zpěvák Mišík, který si na vystoupení přinesl prázdný futrál bez kytary.

### Výběr místa

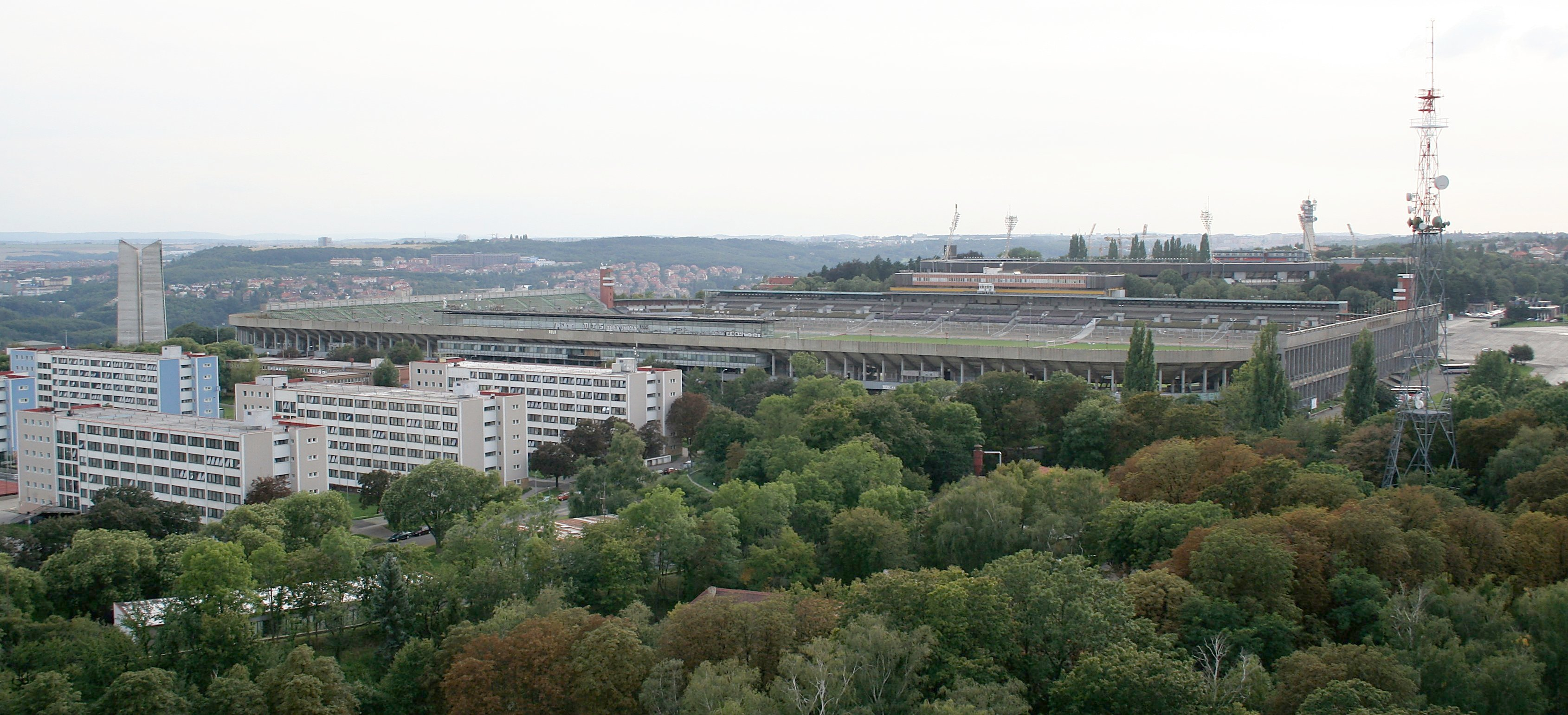
Velký strahovský stadion - místo koncertu.

Bylo potřeba zvolit místo koncertu, při výběru lokace pomáhal Jan Rubeš (ten, který se skupinou natočil rozhovor ve vídeňském hotelovém apartmá, byl českou produkcí osloven, aby díky své dobré angličtině vypomohl při výběru místa konání koncertu), dějištěm měl být bezpochyby Strahovský stadion, který již nehostil obří spartakiádu, která byla zrušena resp. přejmenována na Pražské sportovní hry, a ty se konaly na sousedním stadionu Evžena Rošického. Zástupcům Stones se stadion na Strahově zalíbil a tudíž byl vybrán jako ideální místo s rozměry 310,5 x 202,5 m, s rozměry plochy 62 876 m² a senzační kapacitou 250 000 diváků. Aby na Strahovském stadionu skupina vůbec mohla vystoupit se s velkou zásluhou postarala olympijská gymnastka Věra Čáslavská.

### Stavba pódia
Do Prahy přijel Steve Thomas (tour manager, který dohlížel na stavbu pódia, generátory proudu, ozvučení, zázemí pro catering a veškerý personál), ten s Lubošem Schidmajerem poprvé navštívil strahovský stadion a sháněl pomocné síly pro stavbu stage. Na stadionu se setkal s tamějším ředitelem sportoviště, kterému sdělil, že se scéna postaví na šířku, protože na délku to nelze. Nevěřícímu řediteli vysvětlil, že stadion je o necelý metr z kopce. Thomas s vodováhami vyměřil polohu pódia, načež na papír načrtl pódium a výseč, která měla původně pohltit zhruba 80 000 diváků, ovšem rekordní počet prodaných vstupenek měl podle odhadů dosáhnout návštěvnost sta tisíc diváků. A tak se načrtnuté pódium přesunulo o deset metrů dozadu. Chvílemi Thomas začal českou produkci MARS podceňovat, protože nebyly k sehnání např. pneumatická kladiva, které sháněl nejprve v pražském železářství U Rotta, kde nepořídil a tak kladiva, hřebíky a ostatní prostředky nezbytné ke konstrukci pódia zakoupil ve Vídni. Thomas hledal lešenáře na stavbu stage, družstvo MARS doporučilo lešenáře z firmy Metrostav, kteří nabídku přijali. Na turné kapela měla tři sady pódií, jedno se demontovalo po skončeném koncertu, druhé stálo na místě probíhajícího koncertu a třetí pódium se převáželo v kamionech nebo se již stavělo na dalším místě. Vzhled pódií se lišil podle turné, koncertní šňůra Steel Wheels (konala se v Severní Americe a Japonsku) představovala obrovské pódium s rozsáhlou ocelovou konstrukcí, evropská část Urban Jungle upřednostnila menší komfortnější scénu. Do Prahy dorazila druhá verze pódia, tedy ta menší, kterou dopravilo 32 kamionů pod dohledem helikoptéry, jejíž doprovod zajistil tehdejší federální ministr vnitra Jan Ruml. Lešenáři z Metrostavu stavěli pódium dlouhých 5 dní, zahraniční produkci se zalíbili a proto je požádali o výpomoc při konstrukci pódia na poslední zastávce turné na Wembley Stadium v Londýně. Pódium bylo 30 m vysoké, 72 m široké a 25 m hluboké. Výkon zvukového aparátu dosahoval půl milionu W, koncert byl proto slyšet po celé Praze.

#### Nově zasetý trávník a tuna suchého ledu
Ředitel strahovského stadionu zahraniční produkci slíbil, že nechá plochu sportoviště zatravnit výbornými semeny. Na místě někdejších spartakiád byl léta udržován písek, který ale nevyhovoval dějišti velkých koncertů, proto byla plocha zaseta semeny, s ředitelovým výrokem docílit chtěného „anglického trávníku“. Posléze nově zasetá semena několik set holubů z plochy vyzobala, plocha stadionu tedy zůstala v předešlém stavu. Management skupiny požadoval po české produkci tunu suchého ledu, bylo jej třeba ke chlazení elektrických agregátů. Množství ledu představovalo celosezónní výrobu litvínovské fabriky, na první pohled nesplnitelný úkol vyřešil Milan Pešík (ekonom družstva MARS), kterému se podařilo velké množství ledu sehnat.

#### Mark Fisher

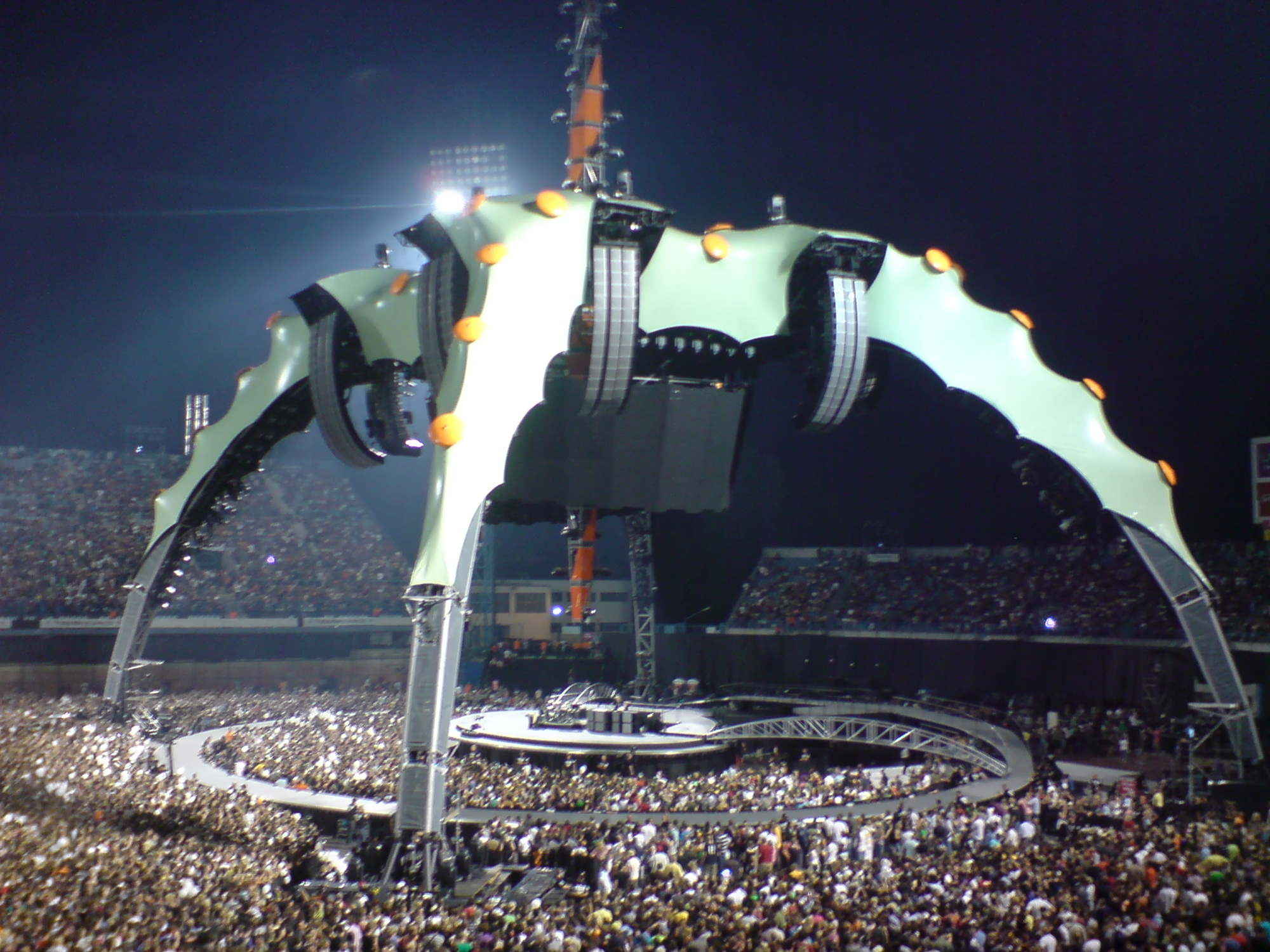
Pódium zvané dráp („the Claw“) pro světové turné skupiny U2 360° Tour.

Mark Fischer OBE, MVO, RDI (20. dubna 1947, Warwickshire, Anglie – 25. června 2013, Hampstead, Anglie) byl britský architekt, který se proslavil jako pódiový designér a scénograf. Studium dokončil na Architektonické asociaci architektury v roce 1971, v Londýně. V letech 1973 – 1977 působil na Master School. V roce 1984 začal spolupracovat s Jonathanem Parkem pod hlavičkou Fisher Park, jejíž spolupráce byla ukončena v roce 1994, kdy Fischer založil firmu Stufisch a své vlastní studio. Fischer v roce 1980 začal spolupracovat se skupinou Pink Floyd, pro kterou navrhl scénu s několikametrovou zdí („The Wall“), charakteristickou kulatou obrazovku a nafukovacími figurínami v nadživotní velikosti. Turné The Wall se tehdy stalo největším a nejvýdělečnějším turné v historii. Fischer poté spolupracoval s The Rolling Stones, Rogerem Watersem, Mylène Farmer, U2 nebo AC/DC. Je také scénografem zahajovacích a závěrečných ceremoniálů LOH v Pekingu a ZOH v Turíně nebo muzikálu We Will Rock You. Jeho nejvýznamnějším a největším dílem bylo pódium nazvané dráp („the Claw“) pro turné U2 360 ° Tour.

## Den před koncertem

### Letadlo pro Rolling Stones
Družstvo MARS nabízelo protislužby např. navrhlo skupině let vládním speciálem Tu-154, načež se proti tomu postavila britská pojišťovna Lloyd, která české produkci zaslala fax, že v žádném případě nepojišťují letadlo tohoto typu, s dodatkem výčtu všech havárií a poruch, které tyto prostředky měly. Nakonec si letadlo prohlédli dva inspektoři z New Yorku, kteří dorazili na nové Ruzyňské letiště, poté byli převezeni na letiště staré, kde bylo přistavené vládní letadlo s vyrovnanou posádkou, jejíž prohlídka proběhla bez problému. S iniciativou prezidenta Havla, který vládní letadlo i s jejími piloty hodnotil velmi kladně, se inspekce nakonec rozhodla, že společnost LIoyd letadlo pojistí.

### Přílet do Prahy
17. srpna, po druhé hodině ranní přistáli Rolling Stones na Ruzyňském letišti. Některým členům skupiny se z letadla podařilo vyjít z paluby letadla zcela nepozorovaně, nejviditelnějšího člena skupiny Micka Jaggera však zastihla Československá televize, která s ním natočila krátký rozhovor. Jagger po příletu poznamenal: „že se na koncert moc těší, že rád pozná nové lidi, zkrátka, že se bude bavit“. Kolem třetí hodiny se skupina ubytovala v Hotelu Palace, kde na ni před hotelem čekalo několik novinářů a paparazziů. Nejžádanější člen formace Jagger však záhy zmizel v útrobách hotelu za doprovodu ostrahy. Třicetistránkové požadavky na hotel od skupiny se týkaly např. barvy tapet hotelových pokojů, výběru množství a značky oblíbeného alkoholu či druhu exotického ovoce. Hotelové pokoje byly zaopatřeny smutečními vlajkami, ty sloužily k zatemnění oken. Po dlouhé cestě z německého Gelsenkirchenu si skupina dopřála odpočinek, protože ještě téhož dne je čekal velmi náročný program.

#### Mick Jagger v Praze
V odpoledních hodinách, někdy kolem patnácté hodiny Stones vstávali. Nejaktivnějším byl Jagger, který navštívil Staré Město, Malou Stranu a Pražský hrad. Praha ho velmi zaujala, čemuž svědčí fakt, že si navštívené objekty architektury natáčel přenosnou kamerou. Na Novém Městě navštívil Moser, prodejnu prestižního české skla a porcelánu. Bylo jej k vidění také v kavárnách – U Kajetánky a U Lorety.

### Enormní zájem médií
Rolling Stones poprvé v Československu - pro novináře to byla velká událost. Již červencové číslo měsíčníku Premiéra bylo výhradně zaměřeno pro skupinu Rolling Stones, která redakci poslala několik diapozitivů, obsahující několik fotografií sloužící pro propagační materiály. Samotný časopis pro své čtenáře vymyslel soutěž o několik kompaktních disků nebo audiokazet (mimochodem vydavatelství Supraphon zakoupilo licenci pro vydávání tehdy nejnovější studiového alba skupiny pod názvem Steel Wheels). Nezahálel ani přední český hudební časopis Rock & Pop, který podle jejího tehdejšího šéfredaktora Jiřího Černého věnoval tři čtvrtiny obsahu právě historii Stones s komentovanou diskografií, na rozdíl od časopisu Premiéra se redakce Rock & Pop o pražském koncertu dozvěděla na poslední chvíli. Obě čísla zmíněných časopisů bylo možné zakoupit v den koncertu před strahovským stadionem.

#### Rozhovor pro Rolling Stone
Mezi několika vybranými novináři, kteří vyčkávali na recepci v Hotelu Palace, byl i Roman Lipčík hudební publicista, redaktor časopisu Mladý svět a veřejností známý coby spolumoderátor Koncertu pro všechny slušný lidi, který střídavě moderoval s J. Černým během probíhající Sametové revoluce. Lipčík byl vybrán jako jediný český novinář, jenž mohl učinit rozhovor s muzikanty Stones. Rázem se stal reportérem amerického časopisu Rolling Stone, protože byl jako zdejší žurnalista osloven, aby zpovídal členy skupiny. Pro redakci Rolling Stone znamenal pražský koncert významnou událostí, ale nezdálo se jí nutné, aby musel některý jejich novinář kvůli tomu dorazit přímo do Prahy. Prvním zpovídaným byl kytarista Keith Richards, ten se i přes nemalé zpoždění s Lipčíkem narychlo spřátelil, společně si „závodně“ připalovali cigarety, Richards popíjel svůj oblíbený bourbon, kdežto Lipčík si jako abstinent dopřál obyčejnou sodovku. Rozhovor trval asi třicet minut, Richards hovor dlouho protahoval a sám jej také ukončil. Do rozhovoru několikrát vstupovala přítomná asistentka, kterou podle Lipčíka Richards zahnal zatřepáním ruky „jako dotěrného komára“. Svůj rozhovor chtěl s ním zopakovat v roce 2018, když se Rolling Stones po několika letech vrátili do Česka, ovšem jeho přání bylo oslyšeno. Kromě Richardse zpovídal o několik pater výše také frontmana Micka Jaggera, ten se zmínil také o Havlově literární tvorbě. Hlavním tématem jejich rozhovoru byl hlavně vývoj rockové hudby v normalizačním Československu, nedávné revoluční události ve Východním bloku a osobnost Václava Havla. Lipčík svůj rozhovor později hodnotil jako sice ne zcela nejpovedenější, ale rozhodně jako nejzásadnější.

### Setkání s Chuckem Leavellem
Před Hotelem Palace postávala nahodilá trojice: Ondřej Hejma, Richard Müller, Ondřej Konrád, ta se ráda toužila setkat s kapelou. Hejma se nejprve zeptal známého člověka, pracujícího na recepci, ovšem Stones tou dobou na hotelu nebyli. Nakonec z hotelu vyšel doprovodný klávesista Chuck Leavell, hudebníci jej oslovili, že jej rádi provedou Prahou. Leavell tedy nabídku přijal a tak nasedl do Hejmova starého automobilu deawoo a vozili jej po Praze. Zároveň mu vyprávěli různé historky o hlavním městě a za velmi krátkou dobu se stali dobrými přáteli.

### Večeře v restauraci Na Rybárně
V předvečer koncertu pozvala Olga Havlová členy skupiny na večeři do Havlovy oblíbené Restaurace Na Rybárně. Pozvání přijal Jagger, Richards, Wood a několik dalších hudebníků. Restauraci navštívilo kromě zmíněných zahraničních hostů také třeba Jiří Černý, Vladimír Hanzel, Alexandr Vondra nebo Vladimír Mišík. Richards si přisedl k Černému, kde společně hovořili o svých oblíbených bluesových muzikantech např. o Muddym Watersovi či Johnu Leem Hookerovi. Podle Černého Richards vypil asi pět plzeňských piv, evidentně mu české pivo za krátkou dobu velmi zachutnalo. Jagger s paní Havlovou povečeřel pstruha při sklenici vína. Zbytek skupiny se pak zastavil v legendárním Reduta Jazz Club. Velmi náročný den skupina neúnavně zakončila v Richardsově hotelovém apartmá, tam se uskutečnila párty, která trvala až do brzkých ranních hodin.

#### Restaurace Na Rybárně
Restaurace Na Rybárně byla česká restaurace sídlící poblíž Rašínova nábřeží. Do restaurace chodil pravidelně disident a signatář Charty 77 Václav Havel, který zde pracoval i odpočíval. V červnu 1989 zde společně s Jiřím Křižanem a Alexandrem Vondrou sepsal petici Několik vět. Pohostinský podnik pak v průběhu let navštívili např. Joan Baezová nebo Paul Simon. K vchodu vedla stěna, jejíž stěnu léta zdobily podpisy slavných osobností, které hospodu navštívili, mezi podpisy byly i ty právě od členů Rolling Stones. Po čase se restaurace proměnila ve vietnamské bistro, jejíž stěna byla zabílena, jediným (dnes již vybledlým) zachovaným podpisem je ten Havlův.

## Den koncertu

### Návštěva prezidenta republiky

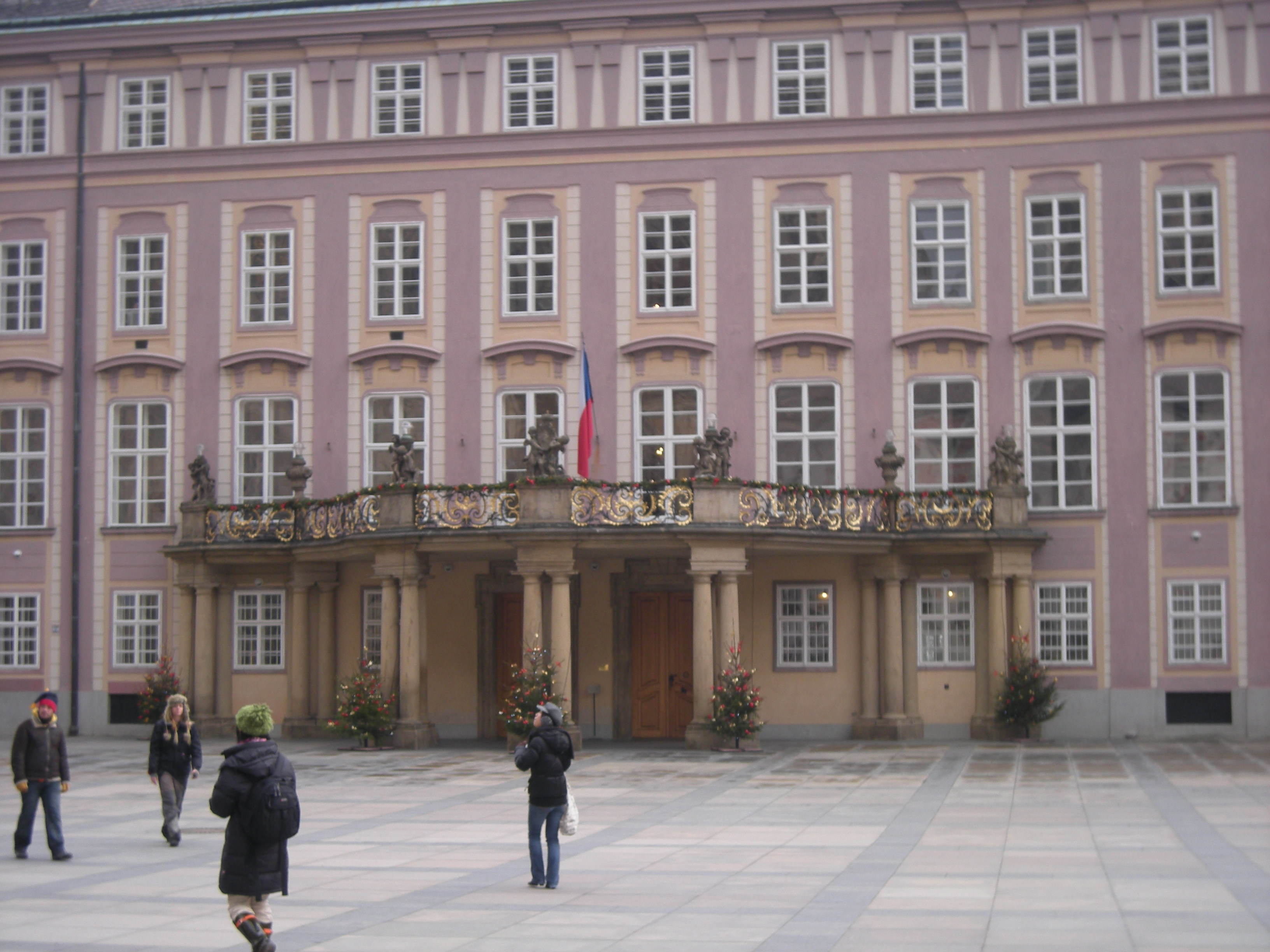
Prezidentský balkon na III. nádvoří Pražského hradu.

18. srpna přijal prezident republiky Václav Havel v prostorách Zrcadlového sálu Pražského hradu členy skupiny The Rolling Stones. Jejich setkání dokumentovali novináři, fotografové a Československá televize, která natočila reportáž. S prezidentem Havlem hovořila skupina o tom, jakou roli sehrála rocková hudba v událostech ve Východním bloku, zároveň si v prostorách hradu zakouřili. Po sálech Hradu skupinu provázel zpěvák Michael Kocáb a tamější historik architektury Zdeněk Lukeš. Po prohlídce hradu skupina s prezidentem pozdravila na prezidentském balkónu několik fanoušků, kteří skandovali jejich jména na třetím nádvoří Pražského hradu. Podle vzpomínek architekta Lukeše pracovníci Hradu tehdy nemohli nalézt klíče od příslušného balkonu, nouzově se tam dostali oknem. Havel od kapely obdržel také několik darů, např. bundu s jejich logem (vyplazeným jazykem) na zádi, prezident jim na oplátku daroval své v angličtině vydané knižní publikace.

### Atmosféra na Strahovském stadionu

#### Před koncertem
Praktické informace byly před koncertem průběžně ohlašovány sdělovacími prostředky. Podle pořadatelů bylo možné poslední vstupenky zakoupit i před stadionem, jejíž prodej vytvořil rekordní počet více než sto tisíc prodaných vstupenek. Brány strahovského stadiónu se otevřely v 16:00 hodin, poté následovala (vůbec poprvé tak masová) bezpečností kontrola návštěvníků koncertu, nad celým areálem Strahova dohlíželi příslušníci Veřejné bezpečnosti a v případě potřeby první pomoci několik zdravotníků. Jednalo se o první koncert svého druhu, tudíž se poprvé objevila bezpečností rizika, která se musela preventivně předejít. Do prostoru byly zakázáno vnášet nebezpečné předměty jako např. zbraně, deštníky, láhve; k většímu poplachu došlo, když se zaměstnanci bezpečnostní prohlídky doslechli o výbušnině Semtex (vyráběna právě v Československu), kterou hodlal výtržník na koncertu nechat explodovat, naštěstí mu ji Československá pošta doručila až několik dní po koncertu. Na koncertě bylo vysloveně zakázáno používat fotoaparáty, kamery a jiné nahrávací přístroje, zároveň byli návštěvníci upozorněni k případnému natáčení koncertu. Koncertní záběry pořídila ČST, ovšem celovečerní koncertní film skupina natáčela na koncertech v Berlíně, Turíně a v Londýně v témže roce.

#### Vystoupení předkapel
Koncertní program v 19:00 hodin zahájila americká funkrocková skupiny Dan Reed Network, která se skupinou jezdila na evropským koncertech jako předkapela (anglicky support). Po zhruba třicetiminutovém vystoupení tohoto amerického souboru, následoval zpěvák Vladimír Mišík se skupinou Etc..., ten vystoupení o několik minut zdržel, protože si na koncert přinesl prázdný futrál bez kytary. Problém okamžitě vyřešil zvukař skupiny Etc, který autem přivezl kytaru z Mišíkova bytu a také několik plzeňských piv, když skupině nepřišlo k chuti pivo značky Beck’s. Zpěvák Mišík později vzpomínal, jak si jeho skupina pochvalovala výkon zvukového aparátu, který byl pro ni největší v kariéře.

#### Vladimír Mišík a Etc... jako předskupina

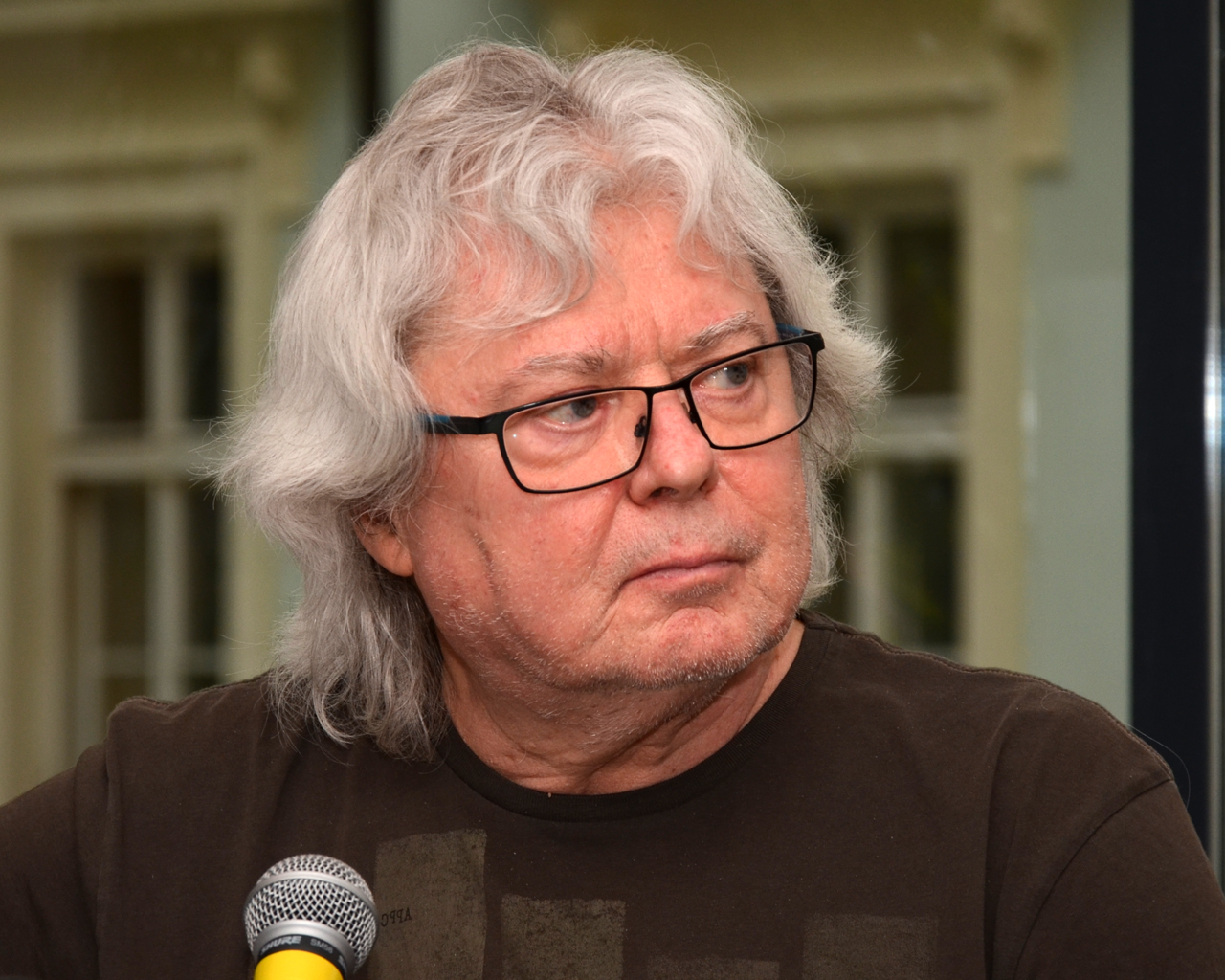
Vladimír Mišík v roce 2015.

Předskupiny pro turné vybíral samotný Mick Jagger, kterému se zalíbila nahrávka Dvacet deka duše od skupiny Etc... se zpěvákem Mišíkem, jejíž úlohu předskokanů schválil. Na koncert skupina nebyla dostatečně připravena, protože hudebníci již krátce započali letní dovolenou. Někteří členové skupiny se o koncertu dozvěděli náhle, např. kytarista Stanislav Kubeš byl tou dobu na chatě, kam za ním dorazil informaci oznámit Vladimír Kulhánek, ten mu oznámil, že za týden mají hrát před Rolling Stones, což Kubeš vnímal nejprve jako žert. Několik dní před koncertem se na stavbu stage přijeli podívat Vladimír Mišík s Jaroslavem Nejezchlebou, kteří se na strahovském stadionu setkali s tour manažerem. Ten se jich zeptal jestli jsou na koncert psychicky připraveni, protože na koncert mělo dorazit přes sto tisíc fanoušků, oni mu jen směle odpověděli, že s početným publikem měli zkušenosti při vystoupení na nedávné demonstraci na Letenské pláni během Sametové revoluce, kam dorazilo 900 000 demonstrantů. Na strahovském stadionu nebyly žádné šatny, největší pohodlí měli samozřejmě Rolling Stones v přistaveném stanu za pódiem. Ostatní účinkující či hosté měli svá „stanoviště“ v prostorách ochozů stadionu, jehož chodbami procházeli v dobách spartakiád největší ústavní činitelé KSČ včetně prezidenta Gustáva Husáka. Mišík s Etc odehrál největší hity jako "Stříhali do hola malého chlapečka", "Gambrinus" nebo "Variace na renesanční téma".

#### Zákulisí koncertu
Díky krátkodobé známosti s pianistou Leavellem se O. Hejma, O. Konrád a R. Müller dostali do zákulisí (tzv. backstage) koncertu. Setkali se tu s doprovodnými hudebníky, kde mezi nimi byl i legendární saxofonista Bobby Keys, který jim nechal kolovat údajně texaskou cigaretu. Ze zákulisí poté koncert sledovali schovaní za oponou. Zákulisím prošel také Jan Rubeš, který byl osloven, aby návštěvníkům koncertu oznámil, kde jsou požární východy, směl uvést skupinu Etc..., ale měl vyslovený zákaz jakkoliv poukazovat na Rolling Stones. Samotní Rolling Stones (resp. hlavně Bill Wyman) si v zákulisí hráli ping pong.

### Vystoupení Rolling Stones

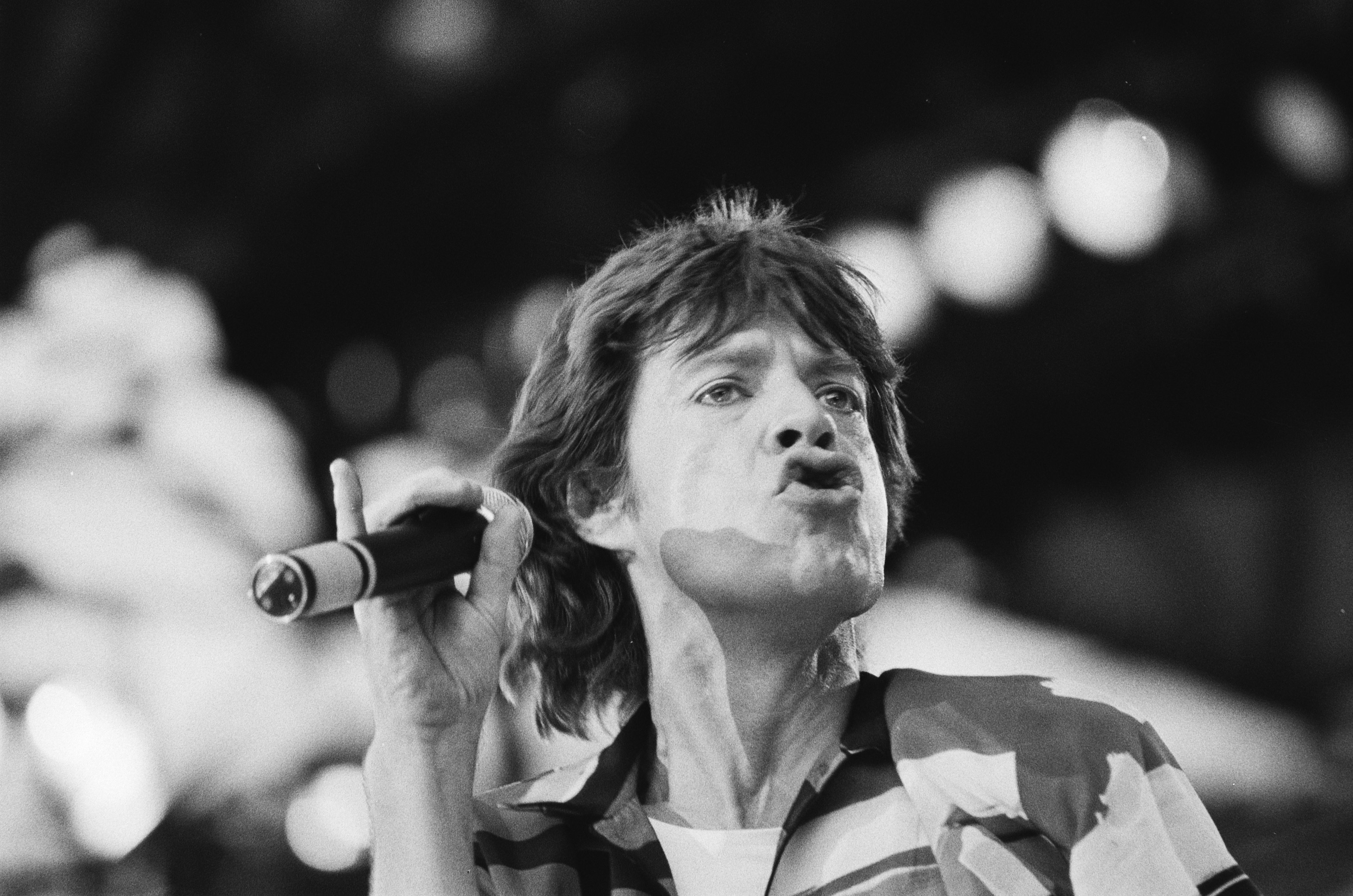
Mick Jagger v roce 1982.

#### Šokující pódium
Obrovské pódium, které novináři s nadsázkou přirovnávali k „ropné rafinérii“, přítomným divákům jaksi vyrazilo dech. Pro několik let izolovaného československého diváka za „železnou oponou“ se jednalo o něco naprosto nevídaného. Konstrukce byla třicet metrů vysoká, dvaasedmdesát široká, zdobilo jí několik světel, pyrotechnických efektů i nafukovací figuríny. Velkého překvapení se diváci koncertu dočkali, když nad jejich se nad jejich hlavami vztyčily gigantické nafukovací figuríny v podobě dvou dívek při písni "Honky Tonk Women", posléze také zvětšeniny psů při písni "Street Fighting Man", kdy Jagger přistavenou palicí dráždil jejich přirození, načež jednomu z psů dokonce vlezl do tlamy. Velký úžas způsobil také Jaggerův výstup na nejvyšší rampě konstrukce, kde zpěvák křepčil v první části skladby "Sympathy for the Devil" za vzplanutí plamenů. Pyro. efekty skupina využila při nejpodstatnějších okamžicích koncertů - na začátku a hojně ke konci představení, kdy závěrečný ohňostroj dosahoval výše tří set metrů.

#### Odlet do Londýna
Zatímco stovky tisíc fanoušků vycházelo ze strahovského areálu, Rolling Stones krátce po půlnoci již odlétali do svého domovského Londýna, kde následující týden završili dvouleté koncertní turné dvojicí koncertů ve Wembley. Mezitím jim na palubu letadla přišel telegram od prezidenta Havla, který jim za vystoupení poděkoval a zmínil se také o tom, „že jejich hudba je o tom, oč usiluje svým životem i dílem“.

#### Koncert jako benefice
Stones se dobrovolně vzdali honoráře a sami navrhli, aby výtěžek z koncertu byl využit pro dobročinné účely. Vůbec poprvé měli hrát zdarma (i když koncerty zdarma učinili již v roce 1969), navíc poprvé hráli pro dobročinné účely, protože nabídku k účasti na legendárním koncertu Live Aid roku 1985 odmítli, resp. vystoupil tu jen Jagger jako sólista a Richards s Woodem, kteří doprovázeli Boba Dylana na akustické kytary. Výnos z koncertu, který činil z neuvěřitelných sto tisíc prodaných vstupenek: čtyři miliony Kčs byl předán Výboru dobré vůle - Nadaci Olgy Havlové. Na konto Výboru dobré vůle přispěl také bankéř skupiny Rupert von Löwenstein, ten předal od skupiny částku 100 000 dolarů. Výbor dobré vůle částku zúročil ve prospěch postižených dětí a při koupi lékařského vybavení.

#### Osobnosti, které se koncertu zúčastnily
- Václav Havel – československý prezident
- Olga Havlová – československá první dáma
- Věra Čáslavská – gymnastka
- Vladimír Hanzel – tajemník prezidenta republiky
- Karel Schwarzenberg – politik, šlechtic
- Jiří Černý – hudební kritik
- Ondřej Hejma – zpěvák, hudební skladatel
- Richard Müller – zpěvák, hudební skladatel
- Ondřej Konrád – hudebník, hudební publicista
- Petr Janda – kytarista, zpěvák
- Vilém Čok – baskytarista, zpěvák
- Josef Vlček – novinář, hudební publicista
- Michael Kocáb – zpěvák, klávesista, politik
- Ladislav Kantor – zpěvák, politik
- Ivan Martin Jirous – básník, historik a kritik výtvarného umění
- Zdeněk Lukeš – architekt, historik architektury
- Václav Neckář – zpěvák, herec
- Jan Rubeš – režisér, producent
- Jakub Železný – moderátor, novinář
- členové skupiny Etc... (viz níže)
- členové skupiny Dan Reed Network (viz níže)
- Roman Lipčík – novinář, hudební publicista
- Honza Dědek – novinář, hudební publicista
- Lubomír Schmidtmajer – pořadatel koncertu, předseda družstva MARS
- Milan Pešík – pořadatel koncertu, ekonom družstva MARS
- Jiří Růžek – pořadatel koncertu, zpěvák, marketingový manažer družstva MARS
- Jakub Mejdřický – pořadatel koncertu, šéfprodukční družstva MARS
- Steve Thomas – tour manager
- Herbert William Richards – Richardsův otec
- a další

## Setlist
Autory všech skladeb jsou Jagger/Richards, pokud není uvedeno jinak.
1. Intro (Continental Drift)
2. Start Me Up
3. Sad Sad Sad
4. Harlem Shuffle (Relf/Nelson)
5. Tumbling Dice
6. Miss You
7. Almost Hear You Sigh (Jagger/Richards/Jordan)
8. Angie
9. Rock and a Hard Place
10. Mixed Emotions
11. Honky Tonk Women
12. Midnight Rambler
13. You Can't Always Get What You Want
14. Can't Be Seen (zpěv Keith Richards)
15. Happy (zpěv Keith Richards)
16. Paint It Black
17. 2000 Light Years From Home
18. Sympathy for the Devil
19. Street Fighting Man
20. Gimme Shelter
21. It's Only Rock 'n' Roll (But I Like It)
22. Brown Sugar
23. Jumpin' Jack Flash

Přídavek:
24. (I Can't Get No) Satisfaction

## Sestava

### The Rolling Stones
- Mick Jagger – zpěv, kytara, harmonika
- Keith Richards – kytara, zpěv
- Ronnie Wood – kytara
- Bill Wyman – baskytara
- Charlie Watts – bicí

### Doprovodní hudebníci
Doprovodní vokalisté
- Bernard Fowler – doprovodné vokály, perkuse
- Lorelei McBroom – doprovodné vokály
- Sophia Jones – doprovodné vokály

Klávesisté
- Chuck Leavell – klávesy, piáno, doprovodné vokály
- Matt Clifford – klávesy, perkuse, lesní roh, doprovodné vokály

Dechová sekce
- Bobby Keys – saxofon
- The Uptown Horns:
  - Arno Hecht – saxofon
  - Bob Funk – trombon
  - Crispin Cioe – saxofon
  - Paul Litteral – trubka

### Vladimír Mišík a Etc...
- Vladimír Mišík – zpěv, kytara
- Jaroslav „Olin“ Nejezchleba – violoncello
- Pavel Skála – kytara, zpěv
- Stanislav Kubeš – kytara
- Vladimír „Guma“ Kulhánek – baskytara
- Ivan „Kalbo“ Kadaňka – bicí

### Dan Reed Network
- Dan Reed – zpěv, kytara
- Briom James – kytara
- Melvin Brannon II – baskytara
- Rick DiGiarllonado – klávesy
- Rob Daker – bicí

## Vzpomínkové výroky

### Čeští politici
| „                     | Rád bych řekl jednu věc: po desetiletí provází kapelu Rolling Stones legenda o jejich bouřliváctví, o jejich extrémně intenzivním způsobu života, o dramatickém průběhu jejich koncertů, o jejich provokativnosti. Ale když jsem se s nimi setkal na Pražském hradě, zjistil jsem, že to jsou docela normální, fajn kluci, kteří mají rádi muziku – to bylo první překvapení, ale daleko důležitější než mé osobní dojmy ze setkání s nimi je jiná věc, na kterou jste narazil: oni ten koncert v Praze považují za nejlepší koncert svého nynějšího velkého turné, které s touto show dělají, obdivují naše organizátory, kteří dovedli za měsíc zorganizovat cosi, co se v jiných zemích chystá půl nebo tři čtvrtě roku, a byli fascinováni atmosférou pospolitosti a sympatií publika. | “ |
| — Václav Havel (1990) | |   |

| „                        | My jsme měli tři velké sny. Jedním byl dárek pro Plastiky: Lou Reed, legendární kytarista The Velvet Underground. Poté byl dárek pro Kocába, (který se tak trochu zasloužil o to spojení rocku a politiky), tak to byl Zappa, když přijel do Prahy. A pak byl dárek pro národ a to byli Stouni. Tak to byly tři dárky Václava Havla, v tom prvním půlroku jeho prezidentství. | “ |
| — Alexandr Vondra (2018) | |   |

| „                            | Myslím, že si samozřejmě porozuměli, oba si toho druhého v jeho oblasti velice vážili, a tudíž se museli najít. | “ |
| — Karel Schwarzenberg (2018) | |   |

### Rolling Stones
| „                    | Je pro mě velkou ctí, že k vám dnes mohu promluvit a oslavit fakt, že před dvaceti lety se český a slovenský lid zbavil po 40 letech autoritářské vlády. Podařilo se vám to spojením odvahy, trpělivosti, důvtipu a intelektu. Dali jste tak úžasný ostatnímu světu. Byl jsem pyšný, že pan Havel pozval v roce 1990 Rolling Stones do Prahy. Když jsem přijel a viděl plakáty s textem: "Kameny se valí do Prahy, tanky se valí pryč", byl jsem velice hrdý na to, že jsme první západní kapela, která hraje v opravdu svobodném Československu. Pamatuji si ducha té doby. Byl optimistický, srdečný, plný vzrušení a nevinnosti. Bylo to nesmírně inspirující. | “ |
| — Mick Jagger (2009) | |   |

| „                       | Havel je možná jediná hlava státu, která přednesla (nebo ji vůbec napadlo přednést) projev o tom, jakou roli sehrála rokenrolová muzika v politických událostech, které vedly k revolucím ve východoevropském bloku. Je to taky jediný politik, u kterého jsem hrdý, že jsem se s ním sešel. | “ |
| — Keith Richards (2010) | |   |

| „                      | To bylo skvělé, hráli jsme tam na takovém divném sportovišti a pak jsme se šli pozdravit s Václavem Havlem, což bylo fantastické. Havel byl jediný politik, který se mi kdy líbil. | “ |
| — Charlie Watts (2018) | |   |

| „                 | Bylo úžasné, s jakým velkým respektem byli Stones v Praze přijati. Pamatuji si, že i letiště jsme měli pro sebe. Byla to největší produkce, kterou jsem kdy zažila. | “ |
| — Lorelei McBroom | |   |

### Čeští hudebníci
| „                     | Ten koncert byl absolutně výjimečný v tom, že to bylo něco víc než koncert. Oni sem přijeli, bylo to takové jako potvrzení toho všeho, že se to skutečně stalo, revoluce hezká věc, ale když přijedou Stouni, to je ten závěrečný štempl. Takže to probíhalo v takové neuvěřitelné, přátelské atmosféře. Nic se nekontrovalo, neřešilo. Všechno bylo možné a evidentně ta důvěra byla oboustranná. | “ |
| — Ondřej Hejma (2012) | |   |

| „                      | Rolling Stones, když si dali do podtitulu, že tanky se valí z Prahy a Rolling Stones do Prahy, tak to samozřejmě byla pro mě obrovská satisfakce. | “ |
| — Michael Kocáb (2018) | |   |

| „                   | Cítil jsem obrovské vzrušení už několik dní předtím. Byla to první významná kapela, kterou jsem viděl, navíc byla na Prahu přichystaná velkoryse. Já byl do té doby na Strahově jenom jednou, to když jsem v osmačtyřicátém cvičil jako dítě na posledním Všesokolském sletu. Stál jsem ve dvou třetinách stadiónu, udělal jsem si z písku kopeček, abych viděl. Pamatuji si, že celou dobu lilo, já neměl deštník, totálně jsem zmokl, ale bylo mi to jedno, protože to byl nádherný zážitek. | “ |
| — Petr Janda (2003) | |   |

| „                        | To byla úžasná situace, když si na to vzpomínám, když Stouni vstoupili na ten Hrad, kde předtím byl ten šílený prezident Husák. Tak to byla velká změna. | “ |
| — Michal Pavlíček (2018) | |   |

| „                       | Takovou aparaturu jsme ještě nezažili a už asi nezažijeme. ale se Stounama byl jediný kontakt den před koncertem, kdy paní Olga Havlová uspořádala mejdan v rybárně na nábřeží. Tam přišli Keith Richards, Mick Jagger a Ronnie Wood a další muzikanti a povídali jsme u takového obdélníkového stolu. Ale já jsem tam byl asi jenom hodinu, protože jsem neměl hlídání pro Barunku. Já jsem seděl vedle manažerky Keitha Richardse, tak jsem se jí ptal, jestli Keith tolik pije toho Jack Danielse, jestli to není jenom marketing, a ona říkala, že ne, že bohužel ne. | “ |
| — Vladimír Mišík (2014) | |   |

### Čeští hudební publicisté
| „                   | Že jsem byl já dojatý, pochopitelně, ale že byli dojatí a takoví rokenroloví pardálové třeba jako Ivan Jirous Magor, ten stál takhle kousek vedle mě, a tak jsme k sobě přišli a úplně spontánně jsme si říkali: "Tak jsme se dočkali". | “ |
| — Jiří Černý (2012) | |   |

| „                    | Koncert Rolling Stones v Praze v roce 1990, to bylo něco mimořádného. Pro mě osobně to znamenalo, byť jsem prožíval Sametovou revoluci a tleskal jsem, když se Václav Havel stal prezidentem, tak tohle pro mě byla definitivní tečka, že komunistický režim skončil. | “ |
| — Honza Dědek (2018) | |   |

| „                        | Den před koncertem, 17. srpna, přiletěli Stouni do Prahy. Odpoledne jsme s nimi (Jagger, Richards s manželkou, Wood s přítelkyní, manažer Michael Cohl a další, na něž si už nevzpomínám) spolu s Olgou Havlovou a bandou rockerů a spřízněných duší poseděli ve zcela napěchované hospodě Na rybárně kousek od Havlova tehdejšího bytu. Druhý den jsem je doprovázel při cestě mikrobusem z Palace Hotelu na Hrad. Tam byli v plné parádě přĳati prezidentem v reprezentačních prostorách, pozdravili spolu s ním plné nádvoří. Lidé volali ,Děkujeme, děkujeme!‘ Bylo to vskutku dojemné. Nejlepší byl pochopitelně samotný koncert na Strahově. Přišlo víc než 100 000 lidí. Diváci si překvapivě vůbec nepovídali, soustředěně poslouchali. Když byla ve skladbě na malou chvíli pauza, bylo slyšet úplné, hrobové ticho. Této zvláštní atmosféry si nemohli nepovšimnout svým cvičeným sluchem muzikanti na pódiu. Po produkci byli doslova dojatí, až rozechvělí, že něco takového ještě nezažili. Chci věřit tomu, že stejný pocit měli i návštěvníci koncertu. Pro řadu z nich to bylo stvrzení definitivního pádu režimu, který z hloubi duše nenáviděl muziku, jejíž dominantní ikonou byli právě Rolling Stones. | “ |
| — Vladimír Hanzel (2010) | |   |

| „                      | Poslouchal jsem to, ale už ne tak soustředěně. Skutečně jsem byl v povznesené náladě, (teď nemyslím opilý), to možná trochu také, ale jen tak symbolicky ale právě, protože to celé bylo symbolické. To jak nad tou Prahou, (protože Strahov je nejvyšší kopec), jak tam na závěr vybuchují ty ohňostroje a předtím tam skoro dvě hodiny bouřily Rolling Stones, to byl skutečně symbol návratu té svobody ve velkém a to se myslím Václavu Havlovi, ale i mládencům z kapely, která na to kývla a bez honorářů, provedla ten koncert dokonce geniálně. | “ |
| — Ondřej Konrád (2019) | |   |

### Čeští promotéři
| „                            | Byla to první opravdu velká akce, jaká za předchozího režimu nebyla vůbec myslitelná. Pro spoustu lidí, jak jsem posléze zjistil, byl tenhle koncert vlastně definitivním potvrzením změny poměrů, protože až do léta 1990 někteří z nich nevěřili, že se bolševik už nevrátí. Při přípravě koncertu jsme si nicméně užili s pozůstatky starého režimu svoje, to byla taková česká klasika. Některé instituce, třeba tehdejší státní agentura Pragokoncert, šly tvrdě proti nám a snažily se, aby se koncert neuskutečnil. V tomhle smyslu považuji realizaci koncertu za jeden z vrcholných okamžiků svého celoživotního boje s bolševikem. | “ |
| — Lubomír Schmidmajer (2015) | |   |

| „                   | A my se Stevem sedíme, máme tam tu texaskou vlajku podepsanou celou kapelou i Václavem Havlem a pláčem dojetím, fakt mi tekly slzy. Ale furt tam byla ta hora suchého ledu, kterou vybártrovat nás stálo několikadenní úsilí. Končí koncert, vybuchuje ohňostroj a já se ptal: ,Na co tady máš ten suchej led?‘ Prej, kdyby se přehřívaly elektrické agregáty. Já na to: ,Počkej? Už se někdy přehřály?‘ A Steve se na mě těma dojatejma očima podíval a povídá: ,Ne, nikdy! Ale kdyby byla venkovní teplota několik dní přes pětačtyřicet stupňů, tak by k tomu mohlo dojít. | “ |
| — Jiří Růžek (2010) | |   |

| „                    | Teprve s koncertem Rolling Stones běžní lidé pochopili, že přišel jiný režim. | “ |
| — Milan Pešík (2015) |                                                                               |   |

## Ostatní významné události
Mnohými pamětníky je koncert dosud označován jako definitivní potvrzení změn poměrů v postkomunistickém Československu a také ukončení Sametové revoluce, která docílila pádu čtyřicet let trvajícího Komunistického režimu v zemi. Kromě tohoto koncertu se v průběhu roku 1990 a následujících let konalo několik dalších přelomových kulturně-politických událostí.

### Lou Reedpoprvé v Praze
Lou Reed poprvé do Československa přijel v dubnu 1990, aby zde učinil rozhovor s Václavem Havlem pro americký časopis Rolling Stone, načež jej Havel přiměl k tomu, aby tu také zahrál. Reed nejprve hrát odmítl, nakonec se jej podařilo přemluvit a v prostorách ÚLUV (Ústředí lidové a umělecké výroby) na Národní třídě se uskutečnil koncert s českou skupinou Velvet Revival (revival skupiny The Velvet Underground) a s The Plastic People of the Universe. Reed skupině po vystoupení poděkoval za dobře odvedenou práci.
| „                 | Patří do kategorie mimořádných snů. Nikdy bych si nedokázal představit tak krásný večer, jaký jsem prožil s prezidentem Havlem, když jsem tu byl v 90. letech poprvé. Setkal jsem se s disidenty, s muzikanty, slyšel jsem Velvet Underground revival, Plastic People. Byl to vzrušující večer a nikdy na něj nezapomenu. | “ |
| — Lou Reed (2005) | |   |

### První návštěva papežeJana Pavla II.v Československu
Čerstvě zvolený prezident Havel pozval papeže Jana Pavla II. přesně 29. prosince 1989 (v den jeho zvolení) do Československa. Pozvání přijal a následujícího roku dorazil 21. dubna na pražské Ruzyňské letiště, kde jej vítal prezident Havel, kardinál František Tomášek a Československá biskupská konference. Papež během své dvoudenní návštěvy ČSFR odsloužil mši svatou nejprve na Letenské pláni v Praze, poté na Velehradě a nakonec ve Vajnorech v Bratislavě. Podle odhadů Letenskou pláň navštívilo 700 000 věřících katolíků. Po pádu tzv. železné opony se Československá republika stala po Polsku druhou zemí bývalého východního bloku, kterou papež navštívil.

### 45. ročník mezinárodního hudebního festivaluPražské jaro
12. května 1990 byl zahájen 45. ročník festivalu Pražské jaro, který byl po Sametové revoluci opět svobodný. Při této příležitosti se do Československa vrátil z emigrace dirigent Rafael Kubelík, ten i přes své kloubní onemocnění festival zahájil symfonickou básní Má vlast. Svobodného festivalu se zúčastnili také klavírista Rudolf Firkušný a dirigent Leonard Bernstein. Na slavností zahajovací koncert do Smetanova síně Obecního domu dorazil také prezident Havel s manželkou Olgou.

### Prvnísvobodné volby
8. a 9. června 1990 proběhly v Československu po pádu komunismu první svobodné volby, kdy občané volili jednotlivě do ČNR a SNR. O 200 míst v České národní radě se ucházelo celkem 13 stran a hnutí, na Slovensku pak 15 stran a hnutí o 150 míst ve Slovenské národní radě. V Česku zvítězilo Občanské fórum se ziskem 3 851 172 hlasů (53,15 %) a na Slovensku Verejnosť proti násiliu se ziskem 991 285 hlasů (29,35 %). Voleb se zúčastnilo 96, 79 % oprávněných voličů.

### První návštěva amerického prezidentaBushe st.
Rok poté, co 17. listopadu 1989 začala Sametová revoluce, Československou republiku navštívil prezident Spojených států George Bush st. se svojí ženou Barbarou Bushovou. Prezident Bush se 17. listopadu 1990 účastnil hned několika jednání, jednal s prezidentem Havlem, s premiérem Čalfou, s předsedou parlamentu Dubčekem i kardinálem Tomáškem. Bush přednesl projev v budově Federálního shromáždění a také pro stotisícový dav na Václavském náměstí, kde uctil památku události ze dne 17. listopadu 1989.
| „                          | Děkuji vám mí čeští a slovenští přátelé! Je pro mne velkou ctí navštívit tuto hrdou a krásnou zemi a moci se připojit k oslavám prvního výročí výjimečné sametové revoluce. Na stromech nejsou listy, a přesto je Pražské jaro. Květiny nekvetou, a přesto je Pražské jaro. Podle kalendáře je 17. listopadu, a přesto je Pražské jaro. Vaše deklarace nezávislosti uvádí: Mocnosti temnoty sloužily vítězství světla - vytoužená doba pro lidstvo začíná. Dnes jsou všichni zastánci svobody na celém světě svědky toho, že tento věk konečně a opravdu začíná pro tento skvělý národ. Bůh žehnej Československu! | “ |
| — George H. W. Bush (1990) | |   |

### Frank Zappav Praze a odchodSovětské armádyz ČSR
Frank Zappa do Československa poprvé zavítal 20. ledna 1990 jako vládní konzultant USA, aby zde působil pro obchodní, kulturní záležitosti a turismus. Na Ruzyňském letišti jej přivítal Michael Kocáb a také několik fanoušků a novinářů. O dva dny později jednal s prezidentem Havlem o jeho možném vystoupení ve Washingtonu, kam se Havel chystal na státní návštěvu Spojených států. Zappa však takový návrh zamítl, protože již delší dobu měl osobní obtíže s Vládou Spojených států. V barrandovských filmových ateliérech se rovněž setkal s výtvarníkem a filmařem Jiřím Bartou, který ve Spojených státech uvedl film Krysař. Zappa měl u československých posluchačů vždy velký ohlas, proto se v hotelu Křiváň uskutečnilo setkání s jeho příznivci a představiteli českého undergroundu, kam jej pozval Ivan Martin Jirous. Několik zástupců korporací se Zappou začalo v Československu realizovat investice, zanedlouho však americká administrativa vyvinula tlak na jeho odvolání a Havel tak ze Zappy udělal kulturního atašé.
Zappa se do Československa vrátil o rok později, aby zde realizoval koncert s Pražským výběrem k příležitosti odchodu sovětských vojsk z československého území. Situace probíhala tak, že již 21. června opustil poslední železniční transport se sovětskými vojáky a jejich vojenskou technikou území České a Slovenské Federativní Republiky, načež 27. června republiky opustil poslední sovětský voják. 24. června se tedy v pražské Sportovní hale konal (v přítomnosti prezidenta Havla) koncert Adieu CA skupiny Pražský výběr, na kterém vystoupil jako host Zappa. Jednalo se o jeho jedno z posledních vystoupeních v životě, protože v roce 1993 podlehl rakovině prostaty.
| „                    | Jsem velmi rád, že tu dnes jsem. To je poprvé, co jsem měl za tři roky skutečný důvod vzít kytaru do ruky a hrát na ni. Vy to již určitě víte, ale tohle je skutečný začátek nové éry vaší země. Doufám, že vaše budoucnost bude perfektní. Až se budete prát se všemi těmi problémy, které vás čekají, dbejte na to , aby vaše země byla jedinečná, tak jedinečná jaká dnes je. | “ |
| — Frank Zappa (1991) | |   |

## První porevoluční koncerty v Česku
The Rolling Stones svým prvním koncertem na Strahovském stadionu symbolicky otevřeli hranice ostatním západním umělcům, kteří zde poprvé vystupovali v 90. letech 20. století. Mnozí z nich tu vytvořili návštěvnické rekordy.

### Návštěvnické rekordy v Česku:
|    | Zpěvák/skupina     | Koncertní turné        | Datum             | Místo                    | Návštěvnost |
| -- | ------------------ | ---------------------- | ----------------- | ------------------------ | ----------- |
| 1. | The Rolling Stones | Voodoo Lounge Tour     | 5. srpna 1995     | Velký strahovský stadion | 126 742 d.  |
| 2. | Michael Jackson    | HIStory World Tour     | 7. září 1996      | Letenská pláň            | 120 000 d.  |
| 3. | Pink Floyd         | The Division Bell Tour | 7. září 1994      | Velký strahovský stadion | 115 000 d.  |
| 4  | The Rolling Stones | Urban Jungle Tour      | 18. srpna 1990    | Velký strahovský stadion | 100 000 d.  |
| 5. | The Rolling Stones | Licks Tour             | 27. července 2003 | Letenská pláň            | 80 000 d.   |
| 6. | U2                 | PopMart Tour           | 14. srpna 1997    | Velký strahovský stadion | 70 000 d.   |

### Guns N' Roses
Od prvního vystoupení Rolling Stones na Strahovském stadionu uplynuly dva roky, zatímco se na stejné místo vypravila americká hardrocková skupina Guns N' Roses. Skupina zde vystoupila 20. května 1992 v rámci svého nejslavnějšího světového turné Use Your Illusion Tour, které propagovalo jejich dvě desky Use Your Illusion I a Use Your Illusion II. Jako předkapely se na pódiu představily rovněž americké soubory Soundgarden a Faith No More. GN'R na obřím pódiu, (které zdobily plátna s obrazy z přebalů aktuálních dvou desek) odehráli své největší hity. Podle pamětníků se zpěvák Axl Rose údajně představil v šestnácti převlecích a mj. úmyslně skopl z pódia dva odposlechové reproduktory.
Setlist:
1. "It's So Easy"
2. "Mr. Brownstone"
3. "Live and Let Die" (McCartney/McCartneyová) - coververze od skupiny Wings
4. "Attitude" (Danzig) - coververze od skupiny Misfits
5. "Don't Cry" (alternativní text)
6. "Bad Obsession"
7. "Nightrain"
8. "Patience" + "Wild Horses" (intro) (Jagger/Richards) - coververze od skupiny The Rolling Stones
9. "Double Talkin' Jive"
10. "Civil War"
11. "November Rain" + "It's Alright" (intro)
12. "Welcome to the Jungle"
13. bubenické sólo (Matt Sorum)
14. kytarové sólo (Slash)
15. "Speak Softly Love (Love Theme From The Godfather)"
16. "Sweet Child O' Mine" + "Sail Away Sweet Sister and Bad Time" (intro)
17. "You Could Be Mine"
18. "Knockin' on Heaven's Door" (Dylan) - coververze od Boba Dylana + "Only Women Bleed" (intro) (Cooper/Wagner) - coververze od Alice Coopera
19. "Estranged"
20. "Paradise City"

#### Sestava
Guns N' Roses
- Axl Rose - (zpěv, piáno, píšťalka, kytara, tamburína, doprovodný zpěv)
- Slash - (kytara)
- Gilby Clarke - (kytara, doprovodný zpěv)
- Dizzy Reed - (klávesy, piáno, varhany, tamburína, doprovodný zpěv)
- Duff McKagan - (baskytara, doprovodný zpěv, zpěv)
- Matt Sorum - (bicí, doprovodný zpěv)

Doprovodní hudebníci
- Teddy Andreadis – (klávesy, harmonika, tamburína, doprovodný zpěv)
- Roberta Freeman – (doprovodný zpěv, tamburína)
- Traci Amos – (doprovodný zpěv, tamburína)
- Diane Jones – (doprovodný zpěv, tamburína)
- Cece Worrall-Rubin – (saxofon)
- Anne King – (trubka)
- Lisa Maxwell – (lesní roh)

### Pink Floyd
Roku 1994 přilákala legendární britská rocková skupina Pink Floyd na Strahovský stadion 115 000 diváků, tento návštěvnický rekord se řadí na 3. místo nejnavštěvovanějších koncertů v Česku (viz tabulka výše). V rámci svého čtyřdenního pobytu členů skupiny v Praze, se David Gilmour, Nick Mason a Rick Wright setkali s českým prezidentem Václavem Havlem na Pražském hradě, který jej také pozval na neformální večeři. Vydavatelství Monitor-EMI skupině předalo zlatou desku za tuzemský prodej 15 000 ks tehdy nejnovější desky The Division Bell. Skupina proslulá svými zvukovými, světelnými efekty, laserovou show a experimentální hudbou se československým divákům představila koncertní show v rámci světového turné The Division Bell Tour, které se stalo pro určitou dobu nejvýdělečnějším koncertním turné vůbec.
| „                   | Na začátku září jsme byli v Praze, kde jsme hráli také poprvé. Večer před koncertem pro 120 000 lidí na Strahovském stadionu jsme povečeřeli s Václavem Havlem, dramatikem, bývalým politickým vězněm a nyní prezidentem. Nebyla to žádná hostina, v jakých si tolik libuje bulvár, ale neformální studená večeře v restauraci u řeky. Mnoho z nás si cestou za domácí úkol přečetlo některou z jeho knih, abychom ukázali, že o jeho díle něco víme, a přemýšleli jsme, jestli i Václav strávil noc poslechem naší sbírky cédéček. | “ |
| — Nick Mason (2004) | |   |

#### Setlist:[47]
1. část
1. "Shine On You Crazy Diamond" (část I - V)
2. "Learning to Fly"
3. "What Do You Want From Me"
4. "On the Turning Away"
5. "Take It Back"
6. "A Great Day for Freedom"
7. "Sorrow"
8. "Coming Back to Life"
9. "One of These Days"

2. část
1. "Astronomy Domine"
2. "Breathe"
3. "Time"
4. "Breathe" (Repríza)
5. "High Hopes"
6. "The Great Gig in the Sky"
7. "Wish You Were Here"
8. "Us and Them"
9. "Money"
10. "Another Brick in the Wall Part 2"

Přídavek
1. "Comfortably Numb"
2. "Hey You"
3. "Run Like Hell"

#### Sestava:
Pink Floyd
- David Gilmour - (kytara, zpěv, lap steel kytara)
- Rick Wright - (klávesy, zpěv, doprovodný zpěv)
- Nick Mason - (bicí, perkuse)

Doprovodní hudebníci
- Tim Renwick - (kytara, doprovodný zpěv)
- Jon Carin - (klávesy, doprovodný zpěv)
- Guy Pratt - (baskytara, doprovodný zpěv)
- Gary Wallis - (perkuse)
- Dick Parry – saxofon
- Sam Brown – doprovodný zpěv
- Claudia Fontaine – doprovodný zpěv
- Durga McBroom – doprovodný zpěv

## Koncerty v době tzv. železné opony

### Louis Armstrong
V březnu 1965 dorazil do nepříliš izolovaného Československa legendární americký trumpetista a zpěvák Louis Armstrong. „Král jazzu“ byl vůbec první hudební umělec ze Západu, který v komunistickém Československu kdy vystoupil. Jeho desetidenní pobyt v Praze zahrnoval devět vystoupení v Paláci Lucerna, kde si jeho vystoupení nenechal ujít ani zpěvák Karel Gott nebo jazzová pěvkyně Vlasta Průchová. Armstrongův koncert moderovala dvojice z divadla Semafor: Jiří Suchý a Jiří Šlitr.

### The Beach Boys
I v době začínající normalizace agentura Pragokoncert pozvala do ČSSR v roce 1969 kalifornskou formaci The Beach Boys. Tato skupina vystoupila v tomto státě na třech místech, v pražské Lucerně, na nyní zaniklém stadionu Za Lužánkami v Brně a v sále Bratislavské lyry. Pražského koncertu se zúčastnil i hudební kritik Jiří Černý nebo zpěvák Václav Neckář. Pro pražský a brněnský koncert si tato americká skupina přizvala také několik předkapel, jimiž byli Blue Effect, Synkopy 61 nebo Progres 2. Uvaděčem koncertů byl grafik a hudební nadšenec Petr Sís, který skupině domluvil schůzi s překupníky křišťálu, aby mohla směnit československé koruny ze získaného honoráře (130 000 ks) za křišťál. Nakonec vykoupili na brněnském letišti celý bar a peníze rozdávali náhodným kolemjdoucím.

### Johnny Cash
Ve druhé polovině sedmdesátých let (v roce 1978) do Prahy dorazil countryový zpěvák Johnny Cash se svou doprovodnou kapelou The Tennessee Three. Agentura Pragokoncert zpěvákovo vystoupení vyjednala v pražské Sportovní hale, kde koncertem provázel zpěvák Pavel Bobek. Tuto významnou hudební událost vzbudilo pozornost československého hudebního vydavatelství Supraphon, které koncert nahrálo a její záznam vydalo až v roce 1983 exkluzivní licenci na základě kontraktu s Columbia Records pod názvem Concert in Prague. Album obsahovalo vedle LP desky také dvojjazyčnou Cashovu biografii (českou – anglickou), která sloužila hlavně pro československé posluchače, aby si o zpěvákovi rozšířili povědomí o jeho životě. Koncertní záznam zprostředkovala Československá televize.

### Ray Charles
Do Prahy se v roce 1981 v rámci světového turné vypravil americký zpěvák Ray Charles, který i přes svou poněkud vyhaslou slávu (ze šedesátých let) vyprodal 28. dubna 1981 pražskou Lucernu. Charles i na počátku 80. let stále patřil k předním západním umělcům, čemuž svědčí fakt, že byl několikrát oceněn Grammy. Koncertní záznam zprostředkovala Československá televize.

### Tina Turner
Roku 1981 zavítala do československé metropole americká zpěvačka Tina Turner, která byla známá coby manželka násilnického Ike Turnera (se kterým také vystupovala až roku 1976) a také jako zpěvačka interpretující legendární hity skupin jako The Beatles, The Rolling Stones, The Who nebo Creedence Clearwater Revival. Její významnou návštěvu v pražské Lucerně dokumentovala Československá televize.

### Elton John
Britský zpěvák Elton John vystoupil v Československu na poprvé hned dvakrát, poprvé 24. dubna 1984 v pražském Paláci kultury, den poté v havířovské Gascontrol Aréně. John zde vystoupil v rámci evropského turné, během kterého navštívil některé země východního bloku vůbec poprvé, bylo to Polsko, Jugoslávie, Maďarsko a právě Československo. Z jeho vystoupení v Československu nebyl pořízen žádný filmový záznam, byl natočen pouze záznam z jeho závěrečného koncertu na londýnském Wembley Stadium.

### Nico
Více informací naleznete také v článku Nico.
Undergroundová hudební scéna nebyla orgány státní moci oblíbená, tudíž její představitelka Nico nebyla pozvána oficiálně agenturou Pragokoncert, která byla dceřinou společností Stb. Do Československa jí pozvali diskžokej Miloš Čuřík a promotérka Lenka Zogatová. Oficiálním orgánům bylo řečeno, že se jedná o anglicky zpívající zpěvačku za doprovodu jihlavské skupiny. Nico tedy vystoupila se skupinou The Faction nejprve 3. října 1985 v místním hospodském sále v Brně-Kníničkách, poté o den později v kulturním středisku v Praze na Opatově. Záznam z brněnského koncertu vyšel v roce 2012 na LP desce.

### Swans
V roce 1986 v Československu vystoupila americká postpunková skupina Swans, která zde odehrála dva utajené koncerty. Pro orgány státní moci bylo řečeno, že zde vystoupí "ansámbl specializující se na soudobou vážnou hudbu", načež koncert navštívili i příslušníci Veřejné bezpečnosti, kteří organizátory požádali, aby hudbu ztišili. Dva utajené koncerty se uskutečnily v Brně a v Praze.

### Queen
V roce 1986 vyrazila britská rocková skupina Queen na evropské koncertní turné Magic Tour. Jednalo se o největší a zároveň poslední turné skupiny v původní sestavě se zpěvákem Freddiem Mercurym, který v důsledku onemocnění AIDS nemohl již nadále živě vystupovat. Management skupiny, díky uvolňujícím poměrům ve státech východního bloku začal sjednávat koncerty. Údajně skupina měla vystoupit v Československu a Sovětském svazu, nakonec vystoupila 27. července 1986 na Lidovém stadionu Ference Puskáse v maďarské Budapešti, kam dorazilo nejméně 80 000 diváků. Mezi nimi bylo také několik československých fanoušků. Jednalo se významný moment, který se do historie rockové hudby zapsal jako první koncert západní rockové skupiny za tzv. železnou oponou.
Queen údajně míjeli československé hranice, když pluli mořskou raketou prezidenta Gorbačova po Dunaji přes Bratislavu. Dokonce (údajně) vystoupili na břeh, aby získali zde československé vízum.

### Mírový koncertOlafa Palmeho
15. září 1987 se v plzeňském amfiteátru Lochotín konal tzv. Mírový koncert na počest zavražděného švédského politika Olafa Palmeho, který protestoval proti jadernému zbrojení. Koncert měl multižánrový charakter, tudíž se na pódiu představilo hned několik umělců různých žánrů jako např. rock, pop, nová vlna ad. Na koncert byli přizváni hosté z Německa: Die Toten Hosen, Einstürzende Neubauten, Haindling (NSR) a NO 55 (NDR). Z "domácích" umělců měli vystoupit: Dalibor Janda, Miroslav Žbirka se skupinou Limit, Stromboli, Cop a Michal David. Koncert se pořadatelům vymkl z rukou, jakmile na pódiu vystoupila západoněmecká formace Die Toten Hosen, která porušila časový harmonogram a vystoupila mnohem dříve. Na koncertě vystoupil mj. zpěvák Michal David, který ale musel vystoupení po několika minutách zrušit, protože jej převážně punkové publikum nepřijalo příliš pozitivně, když na něj házelo napodobeninu gumového granátu nebo kamení. Pankáči se poté porvali s příslušníky VB a plánové vystoupení skupiny Einstürzende Neubauten bylo zrušeno, neboť její členové byli odvezeni za hranice.
Zisk z vybraného vstupné byl věnován na fond míru a solidarity.

### Depeche Mode
11. března 1988 v pražské Sportovní hale koncertovala britská elektronická skupina Depeche Mode, ta se stala vůbec první skupinou světového formátu, která v Československu, kdy vystupovala. Skupina zde vystoupila na oficiální pozvání agentury Pragokoncert, management skupiny agentuře Pragokoncert nabídl koncert Depeche Mode jako náhradu za zrušený koncert zpěváka Chrise Normana, který koncert zrušil kvůli zdravotním komplikacím. Zájem o skupinu byl enormní, o vstupenky si žádalo asi 250 000 fanoušků, ovšem kapacita Sportovní haly činila 14 tisíc diváků. Koncert se i přes organizační starosti vydařil, protože s podobnou situací se agentura Pragokoncert nikdy nesetkala.

### Stevie Wonder
V květnu 1989 do Prahy poprvé dorazil americký zpěvák Stevie Wonder, který zde vystupoval na Zimním stadionu HC Sparty v rámci světového turné pod názvem Converstation Peace. Na tiskové konferenci před koncertem zpěvák potvrdil, že do Prahy dovezl jednu z nejlepších zvukových aparatur na světě a prozradil, že díky olympijským hrám zná několik československých sportovců. Na jeho koncert dorazilo podle agentury Pragokoncert 17 000 diváků, tehdy to byla nejnižší návštěvnost z celého jeho turné.